# 奥利弗·菲克斯
奥利弗·菲克斯（德語：Oliver Fix，1973年6月21日—），德国男子皮划艇运动员。他曾代表德国参加1996年夏季奥林匹克运动会皮划艇比赛，获得男子单人皮艇激流回旋金牌。